# Lee Ki-je
Lee Ki-je (tiếng Hàn Quốc: 이기제; sinh ngày 9 tháng 7 năm 1991) là một cầu thủ bóng đá Hàn Quốc thi đấu cho Suwon Samsung.

## Thống kê câu lạc bộ
| Thành tích câu lạc bộ | Thành tích câu lạc bộ | Thành tích câu lạc bộ | Giải vô địch | Giải vô địch | Cúp                   | Cúp                   | Cúp Liên đoàn | Cúp Liên đoàn | Tổng cộng | Tổng cộng |
| Mùa giải              | Câu lạc bộ            | Giải vô địch          | Số trận      | Bàn thắng    | Số trận               | Bàn thắng             | Số trận       | Bàn thắng     | Số trận   | Bàn thắng |
| Nhật Bản              | Nhật Bản              | Nhật Bản              | Giải vô địch | Giải vô địch | Cúp Hoàng đế Nhật Bản | Cúp Hoàng đế Nhật Bản | J.League Cup  | J.League Cup  | Tổng cộng | Tổng cộng |
| --------------------- | --------------------- | --------------------- | ------------ | ------------ | --------------------- | --------------------- | ------------- | ------------- | --------- | --------- |
| 2012                  | Shimizu S-Pulse       | J1 League             | 33           | 0            | 2                     | 0                     | 6             | 1             | 41        | 1         |
| 2013                  | Shimizu S-Pulse       | J1 League             | 17           | 1            | 0                     | 0                     | 4             | 0             | 21        | 1         |
| 2014                  | Shimizu S-Pulse       | J1 League             | 7            | 0            | 0                     | 0                     | 1             | 0             | 8         | 0         |
| Australia             | Australia             | Australia             | Giải vô địch | Giải vô địch | FFA Cup               | FFA Cup               | —             | —             | Tổng cộng | Tổng cộng |
| 2014–15               | Newcastle Jets FC     | A-League              | 12           | 2            | 0                     | 0                     | —             | —             | 12        | 2         |
| Quốc gia              | Nhật Bản              | Nhật Bản              | 57           | 1            | 2                     | 0                     | 11            | 1             | 70        | 2         |
| Quốc gia              | Australia             | Australia             | 12           | 2            | 0                     | 0                     | —             | —             | 12        | 2         |
| Tổng                  | Tổng                  | Tổng                  | 69           | 3            | 2                     | 0                     | 11            | 1             | 81        | 4         |